# Ґун'ян чжуань
Комента́р Ґун'я́на до «Весе́н і О́сеней» (【春秋公羊傳】　Chūnqiū Gōngyáng-zhuàn, Чуньцю Ґун'ян-чжуань) — давньокитайський твір-коментар до хроніки «Весен і Осеней». Згідно дослідженню Йоахіма Ґенца (Joachim Gentz), головна частина твору була складена між 320—233 рр. до н. е.
Ймовірний автор — Ґун'ян Ґао з держави Ці. Містить оповіданя, присвячені історії періоду Весен і Осеней (722—468 до Р. Х.). Канонічна книга конфуціанства, складова Тринадцятикнижжя. Один із Трьох коментарів. Коротка популярна назва — «Коментар Ґун'яна» (【公羊傳】 Цзо чжуань). Інша назва — Ґун'ян (【公羊】).
За ствердженням Дай Хуна 戴宏 (124-?), Ґун'ян Ґао отримав знання «Чуньцю» від Цзи Ся 子夏 (卜商), одного з учнів Конфуція. Вивчався за часів династії Хань. Із розповсюдженням неоконфуціанства у Японії 17 ст. Хаясі Радзан (під патронатом Токуґави Ієясу) виконав місцевий коментар до «Ґун'ян чжуань». Зацікавленість до коментара Ґун'ян серед науковців Китаю повернулася лише у XIX столітті.